# Plexippus seladonicus
Plexippus seladonicus är en spindelart som beskrevs av Koch C.L. 1846. Plexippus seladonicus ingår i släktet Plexippus och familjen hoppspindlar. Inga underarter finns listade i Catalogue of Life.